# Bonneau
Bonneau város az USA Dél-Karolina államában, Berkeley megyében. Lakosainak száma 431 fő (2020. április 1.).

## Népesség
A település népességének változása:

| 2010 | 487 |
| 2020 | 431 |